# موريس كيسي
موريس كيسي (بالإنجليزية: Maurice Casey)‏ هو قاضي فيجي، ولد في 28 أغسطس 1923، وتوفي في 19 يناير 2012.